# Вікторія-Вера (Техас)
Вікторія-Вера (англ. Victoria Vera) — переписна місцевість (CDP) в США, в окрузі Старр штату Техас. Населення — 93 особи (2020).

## Географія
Вікторія-Вера розташована за координатами 26°19′5″ пн. ш. 98°41′35″ зх. д. / 26.31806° пн. ш. 98.69306° зх. д. (26.318088, -98.692960).  За даними Бюро перепису населення США в 2010 році переписна місцевість мала площу 0,02 км², уся площа — суходіл.

## Демографія
Згідно з переписом 2010 року, у переписній місцевості мешкало 110 осіб у 24 домогосподарствах у складі 21 родини. Густота населення становила 4500 осіб/км².  Було 25 помешкань (1023/км²).
Расовий склад населення:
| - 90,0 % — білих - 10,0 % — осіб інших рас |

До двох чи більше рас належало 0,0 %. Частка іспаномовних становила 100,0 % від усіх жителів.
За віковим діапазоном населення розподілялося таким чином: 39,1 % — особи молодші 18 років, 51,8 % — особи у віці 18—64 років, 9,1 % — особи у віці 65 років та старші. Медіана віку мешканця становила 25,4 року. На 100 осіб жіночої статі у переписній місцевості припадало 80,3 чоловіків;  на 100 жінок у віці від 18 років та старших — 67,5 чоловіків також старших 18 років.
Цивільне працевлаштоване населення становило 53 особи. Основні галузі зайнятості: сільське господарство, лісництво, риболовля — 100,0 %.